# François Richer (juriste)
François Richer, né à Avranches en 1718, mort à Paris en 1790, est un jurisconsulte français. 
Avocat, Richer s’était fait une réputation comme jurisconsulte. Outre un assez grand nombre d’éditions d’ouvrages de jurisprudence qui étaient devenus rares et qu’il a enrichis de notes et de préfaces, on lui doit entre autres : Traité de la mort civile, 1755, in-4, ouvrage estimé. Défavorable au pouvoir de l’Église, il a publié un Examen des principes d’après lesquels on peut apprécier la déclaration de l’assemblée du clergé de 1760, in-12 ; De l’autorité du clergé et du pouvoir du magistral politique, sur l’exercice des fondions du ministère ecclésiastique, 1766, 2 vol. in-12. Il a également réédité les œuvres de Montesquieu.
Il était le frère de l’historien Adrien Richer.

## Publications
- Procès d’Angélique de la Motte, religieuse prétendue hermaphrodite, réé. présentation et bibliogr. de J. P. Bouchon, Poitiers, Paréiasaure theromorphe, 1995.
- Causes célèbres et intéressantes avec les jugemens qui les ont décidées, Amsterdam, Marc-Michel Rey, 1771-1792.
- De l’autorité du clergé, et du pouvoir du magistrat politique, sur l’exercice des fonctions du ministère ecclésiastique, Amsterdam, Arkstée & Merkus, 1766.
- Causes célèbres, curieuses et intéressantes, de toutes les cours souveraines du royaume, avec les jugemens qui les ont décidées, avec Nicolas-Toussaint Des Essarts, 22 vol., t. 1 (1773)-t. 16 (1774) ; [2e série] t. 1 (1775)-t. 179 (1789), Lacques Lacombe, Paris, 1773-1789.
- Œuvres de M. de Montesquieu, nouvelle édition revue, corrigée et considérablement augmentée par l’auteur, Londres ; Paris, Nourse ; Pissot, 1767, 3 vol. in-4°.Comprend :  I. Éloge de M. de Montesquieu et Analyse de l’Esprit des loix, par M. d’Alembert. Discours de M. de Montesquieu lors de sa réception à l’Académie françoise. De l’Esprit des loix, I-XXI ; II. De l’Esprit des loix, XXII-XXXI. La Défense de l’Esprit des loix. Lysimaque. Table générale de l’Esprit des loix ; III. Les Lettres persanes. Considérations sur les causes de la grandeur des Romains et de leur décadence. Dialogue de Sylla et d’Eucrate. Poésies. Le Temple de Gnide, Essai sur le goût. Cette édition contient en plus : au t. I, un Avertissement de l’éditeur F. Richer ; au t. II, le Remerciement sincère à un homme charitable et au t. III les Lettres familières.

## Source
- Biographie universelle, ancienne et moderne, t. 15, Bruxelles, H. Ode, 1843-1847, 360 p., p. 338.